# Apamea ferens
Apamea ferens là một loài bướm đêm trong họ Noctuidae.